# Пам'ятки архітектури Золочівського району (Львівська область)
У Золочівському районі Львівської області нараховується 92 пам'ятки архітектури.
| пор.№              | Найменування пам'ятки                                          | Датування                | Місцезнаходження                           | Охоронний № і номер у комплексі |
| ------------------ | -------------------------------------------------------------- | ------------------------ | ------------------------------------------ | ------------------------------- |
| м. Золочів         |                                                                |                          |                                            |                                 |
|                    | Замок (мур.)                                                   | 1634-1686 рр.            | вул. Тернопільська, 5                      | 381/ 0                          |
| 1                  | Бастіонні укріплення (мур.)                                    | 1634-1636 рр.            | вул. Тернопільська, 5                      | 381 /1                          |
| 2                  | Надбрамний корпус (мур.)                                       | 1634-1636 рр.            | вул. Тернопільська, 5                      | 381 /2                          |
| 3                  | Палац (мур.)                                                   | 1634-1636, 1686,1872 рр. | вул. Тернопільська, 5                      | 381 /3                          |
| 4                  | Китайський павільйон (мур.)                                    | 1634-1686 рр.            | вул. Тернопільська, 5                      | 381 /4                          |
| 5                  | Церква Святого Миколая (мур.)                                  | XVI ст.1765 р.           | вул. Валова, 10                            | 382 /1                          |
| 6                  | Дзвіниця церкви Святого Миколая (мур.)                         | 1886 р.                  | вул. Валова, 10                            | 382 /2                          |
| 7                  | Церква Воскресіння Господнього (мур.)                          | 1624-1627 рр.            | вул. Шашкевича, 22                         | 383 /1                          |
| 8                  | Дзвіниця церкви Воскресіння Господнього (мур.)                 | ХІХ ст.                  | вул. Шашкевича, 22                         | 383 /2                          |
| 9                  | Костел Вознесіння Господнього (мур.)                           | 1731-1763 рр.            | вул. Сковороди, 5                          | 384 /1                          |
| 10                 | Корпус келій (мур.)                                            | 1731-1736 рр.            | вул. Сковороди, 5                          | 384 /2                          |
| Золочівський район |                                                                |                          |                                            |                                 |
| 11                 | Церква Різдва Богородиці (дер.)                                | 1739 р.                  | с. Бібщани                                 | 1361 /1                         |
| 12                 | Дзвіниця церкви Різдва Богородиці (дер.)                       | 1739 р.                  | с. Бібщани                                 | 1361 /2                         |
| 13                 | Внебовзяття Пресвятої Діви Марії (мур.)                        | 1613 р.                  | с. Білий Камінь                            | 430                             |
| 14                 | Костел Святого Миколая (мур.)                                  | 1400-1651 рр.            | с. Вижняни                                 | 432                             |
| 15                 | Церква Успіння Богородиці (дер.)                               | 1749 р.                  | смт Глиняни                                | 1360                            |
| 16                 | Церква Святого Духа (дер.)                                     | 1760 р.                  | с. Коропець                                | 1362                            |
| 17                 | Церква Воздвиження Чесного Хреста (мур.)                       | XVII ст.                 | с. Красносільці                            | 434 /1                          |
| 18                 | Дзвіниця церкви Воздвиження Чесного Хреста (дер.)              | XVIII ст.                | с. Красносільці                            | 434 /2                          |
| 19                 | Церква Святого Архистратига Михаїла (дер.)                     | 1704 р.                  | с. Мала Вільшанка                          | 1363 /1                         |
| 20                 | Дзвіниця церкви Святого Архистратига Михаїла (дер.)            | 1925 р.                  | с. Мала Вільшанка                          | 1363 /2                         |
| 21                 | Церква Святих Косми і Дем'яна (дер.)                           | 1697 р.                  | с. Махнівці                                | 436 /1                          |
| 22                 | Дзвіниця церкви Святих Косми і Дем'яна (дер.)                  | 1697 р.                  | с. Махнівці                                | 436 /2                          |
| 23                 | Покрова Пресвятої Богородиці (дер.)                            | 1863 р.                  | с. Митулин                                 | 1364 /1                         |
| 24                 | Дзвіниця церкви Покрова Пресвятої Богородиці (дер.)            | 1863 р.                  | с. Митулин                                 | 1364 /2                         |
| 25                 | Церква Преображення Господнього (дер.)                         | 1735 р.                  | с. Підлисся                                | 1365                            |
| 26                 | Церква Святої Параскеви (дер.)                                 | 1715 р.                  | с. Плугів                                  | 438 /1                          |
| 27                 | Дзвіниця церкви Святої Параскеви (дер.)                        | 1715 р.                  | с. Плугів                                  | 438 /2                          |
| 28                 | Замок-палац (мур.)                                             | XVI-XVII ст.             | смт Поморяни                               | 427                             |
| 29                 | Церква Собору Пресвятої Богородиці (дер.)                      | 1690 р.                  | смт Поморяни                               | 428 /1                          |
| 30                 | Дзвіниця церкви Собору Пресвятої Богородиці (дер.)             | 1690 р.                  | смт Поморяни                               | 428 /2                          |
| 31                 | Костел Пресвятої Трійці                                        | 1748 р.                  | смт Поморяни                               | 429                             |
| 32                 | Церква святого Миколая (дер.)                                  | XVII ст.,1731 р.         | с. Сасів                                   | 439                             |
| 33                 | Церква Різдва Пресвятої Богородиці (дер.)                      | 1702 р.                  | с. Чижів                                   | 1366                            |
| Місцевого значення |                                                                |                          |                                            |                                 |
| м. Золочів         |                                                                |                          |                                            |                                 |
| 34                 | Житловий будинок                                               | сер. ХІХ ст.             | вул. Валова, 2                             | 834-М                           |
| 35                 | Каплиця                                                        | поч. ХІХ ст.             | вул. Пушкіна, 7                            | 844-М                           |
| 36                 | Будинок шпиталю                                                | 1727 р.                  | вул. Чайковського                          | 845-М                           |
| 37                 | Житловий будинок                                               | поч. ХІХ ст.             | вул. Шашкевича, 5                          | 835-М                           |
| 38                 | Житловий будинок                                               | поч. ХХ ст.              | вул. Шашкевича, 7                          | 836-М                           |
| 39                 | В'їзна брама                                                   | 1833 р.                  | вул. Шашкевича, 8                          | 837-М                           |
| 40                 | Житловий будинок                                               | XVIII — поч. ХІХ ст.     | вул. Шашкевича, 9                          | 838-М                           |
| 41                 | Житловий будинок                                               | поч. ХІХ ст.             | вул. Шашкевича, 10                         | 839-М                           |
| 42                 | Житловий будинок                                               | поч. ХІХ ст.             | вул. Шашкевича, 11                         | 840-М                           |
| 43                 | Садиба                                                         | поч. ХІХ ст.             | вул. Шашкевича, 15                         | 841-М                           |
| 44                 | Палацовий комплекс                                             | поч. ХІХ ст.             | вул. Шашкевича, 22                         | 842-М                           |
| 45                 | Адмінбудинок                                                   | поч. ХХ ст.              | вул. Шашкевича, 43                         | 843-М                           |
| 46                 | Церква Вознесіння                                              |                          |                                            | 2278-М                          |
| Золочівський район |                                                                |                          |                                            |                                 |
| 47                 | Церква Святого Івана Богослова (дер.)                          | 1846 р.                  | с. Боготин                                 | 1438-М                          |
| 48                 | Церква Вознесіння Господнього (дер.)                           | 1767 р.                  | с. Бортків                                 | 462-М                           |
| 49                 | Дзвіниця церкви Вознесіння Господнього                         | 1767 р.                  | с. Бортків                                 | 462/І-М                         |
| 50                 | Церква Успення Пресвятої Богородиці (дер.)                     | XIX ст.                  | с. Верхобуж                                | 1439-М                          |
| 51                 | Церква Пресвятої Трійці                                        | кін. XIX ст.             | с. Вільшаниця Велика                       | 2282-М                          |
| 52                 | Церква Святого Миколая                                         | 1894 р.                  | смт Глиняни                                | 2283-М                          |
| 53                 | Церква Святої Анни                                             | поч. XX ст.              | смт Глиняни                                | 2284-М                          |
| 54                 | Костел Святого Миколая                                         | XVIII ст.                | смт Глиняни                                | 2285-М                          |
| 55                 | Церква Пресвятої Трійці                                        | 1893 р.                  | с. Гологори                                | 2279/1-М                        |
| 56                 | Дзвіниця церкви Пресвятої Трійці                               | 1893 р.                  | с. Гологори                                | 2279/2-М                        |
| 57                 | Придорожний пам'ятник — вежа                                   | 1670-ті рр.              | с. Гологори (північно-східна частина села) | 2280-М                          |
| 58                 | Церква Воздвиження Чесного Животворного Хреста                 | XX ст.                   | с. Городилів                               | 1441-М                          |
| 59                 | Дзвіниця церкви Воздвиження Чесного Животворного Хреста (мур.) | ХІХ ст.                  | с. Городилів                               | 1442-М                          |
| 60                 | Церква Святого Миколая                                         | 1852 р.                  | с. Жуличі                                  | 2292-М                          |
| 61                 | Церква Святої Параскеви                                        | 1880 р.                  | с. Залісся                                 | 2286-М                          |
| 62                 | Церква Святого Миколая (дер.)                                  | ХІХ ст.                  | с. Зарваниця                               | 1442-М                          |
| 63                 | Церква Святої Параскеви (дер.)                                 | XVIII ст.                | с. Зашків                                  | 2281-М                          |
| 64                 | Церква Святого Іллі                                            | 1906 р.                  | с. Княжне                                  | 2287-М                          |
| 65                 | Церква Святого архистратига Михаїла                            | 1852 р.                  | с. Кривичі                                 | 2291-М                          |
| 66                 | Церква Богоявлення Господнього (дер.)                          | XVI ст.                  | с. Новосілка                               | 1443 М                          |
| 67                 | Церква Покрови Пресвятої Богородиці (дер.)                     | 1765 р.                  | с. Підгайчики                              | 1445-М                          |
| 68                 | Церква Преображення Господнього (дер.)                         | ХІХ ст.                  | с. Підгір'я                                | 2288-М                          |
| 69                 | Церква Святого архистратига Михаїла                            | 1761 р.                  | с. Підлипці                                | 1446-М                          |
| 70                 | Церква Святої вмч. Параскеви (дер.)                            | 1772 р.                  | с. Погорільці                              | 1444-М                          |
| 71                 | Церква Воскресіння Господнього (дер.)                          | 1903 р.                  | с. Поляни                                  | 2289-М                          |
| 72                 | Церква Різдва Пресвятої Богородиці                             | 1887 р.                  | с. Почапи                                  | 2290-М                          |
| 73                 | Церква Святого Дмитрія (дер.)                                  | 1821 р.                  | с. Ремезівці                               | 1447-М                          |
| 74                 | Церква Святого архистратига Михаїла                            | 1905 р.                  | с. Розваж                                  | 2292-М                          |
| 75                 | Церква Святого Юрія                                            | ХІХ ст.                  | с. Скварява                                | 1449/І-М                        |
| 76                 | Дзвіниця церкви Святого Юрія                                   | ХІХ ст.                  | с. Скварява                                | 1449/2-М                        |
| 77                 | Церква Успення Пресвятої Богородиці (дер.)                     | 1849 р.                  | с. Скнилів                                 | 1450/І-М                        |
| 78                 | Дзвіниця церкви Успення Пресвятої Богородиці                   | 1849 р.                  | с. Скнилів                                 | 1450/2-М                        |
| 79                 | Церква Воздвиження Чесного Животворного Хреста (мур.)          | XVI ст. — 1906 р.        | с. Словіта                                 | 1448/а-М                        |
| 80                 | Келії монастиря Василіанок (мур.)                              | 1843 р.                  | с. Словіта                                 | 1448/б-М                        |
| 81                 | Церква Св. Миколая                                             | 1904-1906 рр.            | с. Сновичі                                 | 2931-Лв                         |
| 82                 | Церква Воскресіння Господнього (дер.)                          | 1700 р.                  | с. Стінка                                  | 463/І-М                         |
| 83                 | Дзвіниця церкви Воскресіння Господнього (дер.)                 | 1700 р.                  | с. Стінка                                  | 462/І-М                         |
| 84                 | Церква Успення Пресвятої Богородиці (дер.)                     | 1846 р.                  | с. Торгів                                  | 1451-М                          |
| 85                 | Церква Успення Пресвятої Богородиці (дер.)                     | 1751 р.                  | с. Тростянець                              | 1452-М                          |
| 86                 | Церква Святих апостолів Петра і Павла (дер.)                   | 1784 р.                  | с. Трудовач                                | 463-М                           |
| 87                 | Церква Покрови Пресвятої Богородиці (дер.)                     | ХІХ ст.                  | с. Хильчиці                                | 1453-М/І                        |
| 88                 | Дзвіниця церкви Покрови Пресвятої Богородиці (дер.)            | ХІХ ст.                  | с. Хильчиці                                | 1453-М/2                        |
| 89                 | Церква Різдва Пресвятої Богородиці                             | 1708 р.                  | с. Чижів                                   | 1366-М                          |
| 90                 | Церква Введення в храм Пресвятої Богородиці                    | поч. ХХ ст.              | с. Шпиколоси                               | 2294-М                          |
| 91                 | Церква Святого архистратига Михаїла                            | поч. ХХ ст.              | с. Ясенівка                                | 2296-М                          |
| 92                 | Церква Преображення Господнього                                | 1897 р.                  | с. Ясенівці                                | 2295-М                          |

## Джерело
Перелік пам'яток Львівської області [Архівовано 16 вересня 2012 у Wayback Machine.]